# MSU Argentina
MSU Argentina es un conglomerado empresarial argentino, con operaciones en los sectores agrícola, agroindustrial y energético.
Se compone de tres sociedades independientes: MSU Agro, dedicada a la producción agrícola; MSU Energy, productora de energía eléctrica; y MSU Green Energy, dedicada a energías renovables.

## Historia y desarrollo
La familia Uribelarrea proviene de una larga tradición en la actividad agropecuaria en Argentina, que se remonta a 1860.
En 1978, Manuel Santos de Uribelarrea Duhau tomó el gerenciamiento de los campos de su familia en Villa Cañás, provincia de Santa Fe, focalizándose en la producción de granos, apuntando a la mejora en los rindes y la conservación de suelos. Introdujo la adopción de labranzas conservacionistas, rotación de cultivos, manejo integrado de suelos y reposición de nutrientes, siembra directa y cultivos transgénicos que permitieron un salto en productividad con una baja considerable en el uso de agroquímicos.
En 1998, Manuel Santos Uribelarrea (hijo) fundó una nueva empresa enfocada en la producción agrícola a gran escala sobre campos propios y arrendados.Por ser una iniciativa conjunta de padre e hijo, nombraron la empresa con las iniciales que comparten, MSU.Desde sus inicios la empresa continuó con la adopción de tecnología aplicada a la producción  como la siembra directa, la agricultura de precisión, el uso de semillas transgénicas.
MSU se expandió rápidamente en diversas regiones en Argentina.
En 2007 lanzan al mercado un fondo de inversión destinado a grandes inversores institucionales internacionales focalizado en la compra de campos en la región.
Con el crecimiento experimentado en sus operaciones y a fin de mejorar el perfil de endeudamiento de la empresa, en 2013 ingresa al mercado de capitales para obtener financiamiento a largo plazo mediante la emisión de Obligaciones Negociables, bajo la órbita de Comisión Nacional de Valores.
En 2013 se realizan las primeras incursiones en la industria energética con la evaluación de proyectos de producción de etanol de maíz.
En 2016, el grupo realiza su primera inversión en energía, con la puesta en marcha de tres plantas termoeléctricas a ciclo abierto, construidas por General Electric.Estas plantas ubicadas en General Rojo y Barker en la provincia de Buenos Aires, y Villa María en la provincia de Córdoba, tenían una capacidad instalada de 150 MW cada una, con contratos de provisión de energía a largo plazo firmados con Cammesa.Las plantas cuentan con contratos de mantenimiento a largo plazo con General Electric.
En 2020, las tres plantas aumentaron su capacidad y eficiencia de generación con su ampliación y transformación a ciclos combinados, alcanzando los 750 MW de potencia.
En 2022 se creó MSU Green Energy, centrada en el desarrollo de energías renovables. Tiene hoy ocho parques de los cuales dos ya están en operación comercial, tres prevén entrar en operaciones a fines de 2024 y los últimos tres a mediados de 2025.
Cuenta con clientes estratégicos como Volkswagen,Dow Chemical Company,Air Liquidey Unilever, a los que provee energía solar.
En noviembre de 2024, MSU Energy logró refinanciar un bono internacional de $600 millones con vencimiento en 2025, con el apoyo de inversores locales e internacionales y de los principales bancos de Argentina.

## Estructura
MSU Argentina se compone de tres unidades de negocio organizadas en sociedades independientes.
- MSU Agro: Se enfoca en la producción agrícola a gran escala sobre un portfolio de campos propios y arrendados a terceros. Tiene actividad en la provincia de Buenos Aires, sur de Santa Fe, sur de Córdoba, noreste de La Pampa, Entre Ríos, noreste de Santiago del Estero y sudoeste de Chaco.[27]Producen trigo, cebada, maíz, soja, girasol, y maní.[28]La empresa siembra anualmente unas 220.000 hectáreas en Argentina, con una producción de más de un millón de toneladas de granos.[3]Además de la producción de granos, la empresa administra un fondo de inversión con activos agropecuarios en Brasil, en el estado de Goiás.[5]El último paso de la empresa fue sumarse a la cadena agroindustrial, con la construcción de una planta de procesamiento de maní para el abastecimiento al consumidor industrial europeo.[29][30][31]

- MSU Energy: Dedicada a la generación de energía eléctrica, la empresa cuenta con tres plantas termoeléctricas de ciclo combinado, con una capacidad total que supera los 750 MW.[32]

- MSU Green Energy: Dedicada a la generación de energía eléctrica renovable. Cuenta con once parques solares en distintas etapas de construcción y operación y un pipeline de cuatro proyectos adicionales, con una capacidad total de generación de 835 MW.[19][18]Estos desarrollos están destinados al abastecimiento de energía limpia a clientes corporativos, con una reducción de 200.000 toneladas de emisión de dióxido de carbono.[33]